# Mistrovství československé republiky 1952
Tento článek pojednává o událostech jednoho ze soutěžních ročníků Československé fotbalové ligy. Tento ročník se opět hrál systémem „Jaro-podzim“. Z toho vyplývá, že se soutěž odehrává během jednoho roku. Tento ročník se odehrál pod názvem Mistrovství československé republiky 1952. Jednalo se o celkově 27. ročník československé ligy (včetně 6 ročníku v období protektorátu). Nadvládu Sokol NV Bratislava se podařilo přerušit Spartě ČKD Praha (dnešní AC Sparta Praha). Byl to již její 13. mistrovský titul. Soutěž se opět hrála v počtu čtrnácti členů. Nováčky ročníku byly MEZ Židenice, Armaturka Ústí nad Labem, SONP Kladno a Kovosmalt Trnava.
Tento ročník začal v neděli 9. března 1952 kompletním 1. kolem a skončil v neděli 30. listopadu téhož roku kompletním 26. kolem.

## Konečná tabulka soutěže
| Poř. | Tým                      | Z  | V  | R | P  | VG | OG | TP  | B  |
| ---- | ------------------------ | -- | -- | - | -- | -- | -- | --- | -- |
|      | Sparta ČKD Sokolovo      | 26 | 18 | 5 | 3  | 63 | 22 | +41 | 41 |
| 2.   | Sokol NV Bratislava      | 26 | 18 | 4 | 4  | 59 | 25 | +34 | 40 |
| 3.   | Ingstav Teplice          | 26 | 13 | 7 | 6  | 48 | 30 | +18 | 33 |
| 4.   | SONP Kladno              | 26 | 11 | 7 | 8  | 67 | 47 | +20 | 29 |
| 5.   | Kovosmalt Trnava         | 26 | 10 | 9 | 7  | 48 | 49 | -1  | 29 |
| 6.   | ČSSZ Prešov              | 26 | 12 | 4 | 10 | 57 | 48 | +9  | 28 |
| 7.   | Slovena Žilina           | 26 | 12 | 4 | 10 | 48 | 57 | -9  | 28 |
| 8.   | ATK Praha                | 26 | 9  | 9 | 8  | 40 | 32 | +8  | 27 |
| 9.   | Vítkovické železárny     | 26 | 12 | 2 | 12 | 55 | 52 | +3  | 26 |
| 10.  | OKD Ostrava              | 26 | 10 | 4 | 12 | 43 | 47 | -4  | 24 |
| 11.  | Sokol ZVIL Plzeň         | 26 | 8  | 6 | 12 | 42 | 62 | -20 | 22 |
| 12.  | Dynamo ČSD Košice        | 26 | 6  | 4 | 16 | 43 | 63 | -20 | 16 |
| 13.  | Armaturka Ústí nad Labem | 26 | 4  | 5 | 17 | 38 | 71 | -33 | 13 |
| 14.  | MEZ Židenice             | 26 | 2  | 4 | 20 | 25 | 71 | -46 | 8  |

## Rekapitulace soutěže
| Československá Fotbalová liga 1952                      |                                                                                           |
|                                                         |                                                                                           |
| Ocenění                                                 |                                                                                           |
| Vítěz                                                   | AC Sparta Praha (13. titul)                                                               |
| Vítěz domácího poháru                                   |                                                                                           |
| Československý pohár 1952                               | ATK Praha                                                                                 |
| Pohyb v soutěži                                         |                                                                                           |
| Sestupující do II. ligy                                 | Sokol ZVIL Plzeň Dynamo ČSD Košice Armaturka Ústí nad Labem MEZ Židenice                  |
| Postupující (vítězové kvalifikací krajských přeborníků) | Dynamo Slavia Praha Slavoj Liberec Svit Gottwaldov Topoľčany                              |
| Nebyli zařazení do dalšího ročníku                      | Ingstav Teplice Kovosmalt Trnava Slovena Žilina Vítkovické železárny Topoľčany            |
| Zařazení do dalšího ročníku                             | ČH Bratislava Křídla vlasti Olomouc Tankista Praha Slávia Bratislava VŠ Dynamo ČSD Košice |
| Nejlepší střelec                                        |                                                                                           |
| Miroslav Wiecek - ( FC Baník Ostrava) - 20 gólů         |                                                                                           |

## Vývoj v názvech českých a slovenských klubů
| Po sezoně 1952 - Sparta ČKD Praha Spartak Praha Sokolovo - Dynamo Slavia Praha DSO Dynamo Praha - Ingstav Teplice Tatran Teplice - SONP Kladno Baník Kladno - Kovosmalt Trnava FC Spartak Trnava - ČSSZ Prešov Tatran Prešov - Slovena Žilina Iskra Žilina - ATK Praha Ú.D.A Praha - Vítkovické železárny Baník Vítkovice - ZVIL Plzeň ČSD Plzeň - Dynamo ČSD Košice Lokomotíva Košice - Armaturka Ústí nad Labem Spartak Ústí nad Labem - Svit Gottwaldov Jiskra Gottwaldov - Sokol Zbrojovka Brno DSO Spartak Zbrojovka Brno - Železničáři Praha Spartak Praha Stalingrad - Manet Považská Bystrica Spartak Považská Bystrica - Škoda Hradec Králové Spartak Hradec Kralové - Sokol České Budějovice Dynamo České Budějovice |

## Soupisky mužstev

### Spartak Praha Sokolovo
André Houška (17/0/-),
Zdeněk Roček (-/0/-) –
Jaroslav Bílek,
Václav Blažejovský (-/3),
Jaroslav Borovička (-/6),
Josef Crha (-/7),
Jiří Hejský (-/9),
Jan Hertl (-/0),
Ladislav Koubek (-/2),
František Kratochvíl (-/1),
Ladislav Ledecký,
Oldřich Menclík (-/0),
Arnošt Pazdera (-/4),
Jiří Pešek (16/8),
Vlastimil Preis (-/8),
Zdeněk Procházka (-/5),
Antonín Rýgr (-/6),
Karel Senecký (-/0),
Karel Sirotek (-/0),
František Šafránek (-/3),
Miroslav Zuzánek (-/1) –
trenér Erich Srbek

### NV Bratislava
Theodor Reimann (26/0/8) –
Jozef Baláži (-/5),
Michal Benedikovič (-/1),
Dezider Cimra (-/5),
Milan Dolinský (-/0),
Igor Fillo (-/7),
Jozef Gögh (-/2),
Ján Greššo (-/3),
Vlastimil Hlavatý (-/5),
Arnošt Hložek (-/0),
Jozef Ivan (-/0),
Jozef Jajcaj (-/0),
Juraj Kadlec (-/0),
Božin Laskov (-/5),
Emil Pažický (-/10),
František Skyva (-/0),
Jozef Steiner (-/0),
Jozef Šalamon (1/0),
Viktor Tegelhoff (-/6),
Bohdan Ujváry (-/8),
Vladimír Venglár (-/0),
Michal Vičan (-/0) –
trenér Karol Bučko

### Ingstav Teplice
František Cypris (12/0/3),
Vlastimil Havlíček (16/0/4) –
Bohuslav Bílý (6/2),
Antonín Houdek (10/0),
Vlastimil Chobot (26/0),
Oldřich Chudoba (14/0),
Jozef Jajcaj (22/0),
Alois Jaroš (21/7),
Jaroslav Kovařík (26/6),
Miloslav Malý (20/4),
Josef Masopust (6/3),
Ladislav Novák (11/0),
Stanislav Pekrt (2/0),
Josef Pravda (17/9),
Josef Říha (26/5),
Josef Sýkora (25/0),
František Vlk (24/8),
Josef Vostrý (11/2),
Edmund Weigert (6/0) –
trenér Rudolf Krčil

### SONP Kladno
Ladislav Tikal (26/0/7) –
František Bragagnolo (-/4),
Antonín Brynda (-/0),
Jan Fábera (-/0),
Vladimír Fous (-/5),
Václav Jírava (-/3),
Václav Kokštejn (-/6),
Jiří Kuchler (-/17),
Miroslav Linhart (-/0),
Josef Majer (-/14),
Eduard Möstl (-/3),
Václav Peták (-/3),
Václav Souček (-/1),
Václav Sršeň (-/8),
Václav Šofr (-/3),
František Štěpán (-/0) –
trenér Karel Sklenička

### Kovosmalt Trnava
Imrich Stacho (26/0/7) –
Štefan Ištvanovič (-/1),
Viliam Jakubčík (-/10),
Jozef Kalivoda (-/9),
Ján Klein (-/0),
Karol Kohúcik (-/4),
Ervín Križan (-/0),
Alexander Lančarič (-/2),
Jozef Marko (-/4),
Štefan Pšenko (-/1),
Štefan Slanina (-/0),
Ján Šturdík (-/12),
Karol Tibenský (-/4),
Ľudovít Zelinka (-/1) –
trenér Karol Fekete

### Dukla Prešov
Vladimír Mrlina (-/0/-),
Gejza Sabanoš (-/0/-),
Karol Tibenský (17/0/-) –
... Danielis (-/0),
Ján Jakubík (-/0),
Ján Karel (26/0),
Jozef Karel (-/0),
Jozef Kuchár (-/6),
František Kušnír (-/3),
Ladislav Pavlovič (26/18),
Rudolf Pavlovič (25/2),
Michal Pucher (-/13),
Ján Sabol (-/0),
František Semeši (-/4),
Gejza Šimanský (-/5),
Gejza Tesár (-/0),
Anton Varga (9/0),
Rudolf Vido (-/6) –
hrající trenér Jozef Karel

### Slovena Žilina
Pavel Belluš (-/0/-),
Milan Kosiba (-/0/-) –
Gustáv Bánovec (-/0),
Jozef Barčík (-/1),
Ján Blažko (-/3),
Dezider Cimra (-/1),
Rudolf Drexler (-/1),
Ladislav Ganczner (-/2),
Vladimír Holiš (-/0),
... Hradňanský (-/4),
Karel Kocík (-/6),
Anton Kopčan (-/0),
Anton Krásnohorský (-/0),
Anton Moravčík (-/6),
László Németh (-/2),
Dezider Ottinger (-/1),
Emil Stalmašek (-/7),
Ľudovít Šterbák (-/0),
Oldřich Šubrt (-/9),
Boris Timkanič (-/3),
Vojtech Zachar (-/2) –
trenér Alexander Bartosiewicz

### ATK Praha
Břetislav Dolejší (-/0/-),
Václav Pavlis (-/0/-) –
Bohuslav Bílý (-/2),
Alois Copek (-/3),
Vladimír Dick (-/0),
Karol Dobay (-/5),
Jan Hertl (-/4),
Štefan Ištvanovič (-/1),
Viliam Jakubčík (-/3),
Vojtech Jankovič (-/0),
Jiří Ječný (-/0),
Anton Kopčan (-/0),
Josef Král (-/5),
Ladislav Labodič (-/0),
Josef Masopust (-/5),
František Morvay (-/0),
Maxmilián Mrázik (-/2),
Ladislav Novák (-/0),
Svatopluk Pluskal (-/5),
Vojtech Skyva (-/5),
Ladislav Steiner (-/0),
František Šafránek (-/0),
František Šindelář (-/1),
Jiří Trnka (-/0),
Ivo Urban (-/0) –
trenér Karel Kolský

### Vítkovice železárny
Ján Danko (-/0/-),
Josef Petruška (-/0/-) –
... Bakovský (-/0),
Josef Bican (-/0),
Vladimír Bouzek (-/13),
Vasil Buchta (-/0),
Zdeněk Crlík (-/2),
Jan Číž (-/0),
Ota Fischer (-/1),
Jiří Křižák (-/11),
Alexandr Markusek (-/1),
Michal Mycio (-/1),
Jan Novák (-/0),
Alois Pszczolka (-/0),
Karel Radimec (-/0),
... Rašťák (-/0),
Jaroslav Skokan (-/8),
Zdeněk Stanczo (-/3),
Jiří Starosta (-/1),
Zdeněk Šajer (-/0),
Zdeněk Šreiner (-/0),
Jaroslav Vejvoda (-/2) –
trenér Štefan Čambal

### OKD Ostrava
Václav Kojecký (8/0/-),
Václav Morávek (-/0/-) –
Ladislav Čagala (-/2),
Jan Dembický (-/1),
František Drga (-/1),
Oldřich Foldyna (-/0),
Jindřich Jahoda (-/0),
František Kaločík (-/0),
Ladislav Krol (-/0),
Svatopluk Míček (-/0),
Milan Michna (-/1),
Jaroslav Němčík (1/0),
Ladislav Reček (-/1),
Karel Sedláček (-/4),
Rudolf Sekula (-/4),
Josef Sousedík (-/5),
Zdeněk Starostka (-/4),
Jaroslav Šimonek (-/1),
Miroslav Wiecek (-/20) –
trenér Bedřich Šafl

### ZVIL Plzeň
Emil Folta (26/0/4) –
Jaroslav Böhm (-/6),
Josef Brand (-/0),
Václav Fiala (-/0),
František Hrneček (-/0),
Zdeněk Hyťha (-/2),
... Matouš (-/0),
Dalibor Mikeš (-/1),
Vladimír Perk (-/2),
Karel Sloup (-/1),
Rudolf Sloup (-/5),
Zdeněk Sloup (-/2),
Karel Süss (-/2),
Emil Svoboda (-/10),
Václav Svoboda (-/2),
Ladislav Šamberger (-/2),
Josef Šnajdr (-/0),
... Švajgr (-/0),
Jindřich Švajner (-/0),
Bohumil Zoubek (-/6) –
trenér ...

### Dynamo ČSD Košice
Ladislav Beller (-/0/0),
Zoltán Doboš (-/0/0),
Jozef Stanko (-/0/0),
Jozef Vaško (-/0/0) –
František Feczko (23/1),
J... Fecko (3/0),
Ján Gajdoš (-/12),
Jozef Gašparík (-/1),
František Greškovič (-/5),
Jozef Hučka (-/0),
Andrej Iľko (-/0),
Jozef Ivan (-/2),
Štefan Košč (-/0),
Štefan Leško (-/0),
Ondrej Nepko (-/1),
Ladislav Pásztor (-/0),
Alexander Pollák (-/6),
Ján Polgár (-/2),
Štefan Soták (-/0),
Štefan Šemčišák (-/0),
Július Vaško (-/10),
Tibor Weiss (-/3),
Rudolf Zibrínyi (-/0) –
trenéři Alexander Ivanko

### Armaturka Ústí nad Labem
Jaromír Kolda (6/0/-),
Miroslav Křtěn (21/0/-) –
Ladislav Beneš (-/0),
Miroslav Bruderhans (-/8),
Rudolf Cypris (-/4),
Stanislav Ehnert (-/0),
Václav Gregor (-/2),
Zdeněk Hippmann (-/1),
Miroslav Klofáč (-/0),
Miloslav Kupsa (-/3),
Jiří Lamač (-/0),
Emil Matějček (-/0),
Václav Perlík (-/0),
Vlastimil Pokorný (-/0),
Josef Rambousek (-/1),
Zdeněk Svěrek (-/3),
Josef Svoboda (-/5),
Václav Špindler (-/0),
Vladimír Šteigl (-/2),
Václav Volek (-/2),
Ladislav Zeman (-/7) –
trenér Václav Křížek

### MEZ Židenice
Karel Čapek (13/0/-),
Josef Krejčí (-/0/-),
Antonín Palán (-/0/-) –
František Buchta (21/4),
Josef Doubek (-/0),
Bohumil Halva (-/1),
Josef Hlobil (-/0),
Vlastimil Hloucal (-/0),
... Hranička (-/0),
Josef Hronek (20/3),
Josef Jaroš (13/1),
Miroslav Jirůšek (-/0),
Oldřich Klimeš (2/0),
... Kozel (-/0),
František Kříž (-/0),
Miloš Leder (-/0),
Jan Mikulášek (-/0),
Karel Nepala (18/1),
Jaroslav Polešovský (-/2),
Jan Procházka (23/5),
František Samuelčík (26/0),
Eduard Schön (26/1),
Ludvík Sukup (5/0),
Eduard Šabatka (15/4),
Theodor Šmídek (-/0),
Richard Tříska (-/1),
Vít Veselý (-/0),
Jiří Zamastil (14/2) –
hrající trenér Karel Nepala